# Єгорова Марія Василівна
Марі́я Васи́лівна Єго́рова (16 січня 1906 — 1 лютого 1979) — доярка, передовик сільського господарства в СРСР, Герой Соціалістичної Праці (1950).

## Життєпис
Народилася у селі Саметь, нині Костромського району Костромської області Росії, в селянській родині. Здобула початкову освіту. З 12-річного віку розпочала трудову діяльність.
У 1930 році вступила до місцевого колгоспу «12-й Жовтень». З того часу і до виходу на пенсію у 1959 році працювала дояркою з коровами Костромської породи. У 1949 році отримала від 8 корів у середньому по 192 кг молочного жиру за рік.
Мешкала в рідному селі, де й похована.

## Нагороди
Указом Президії Верховної Ради СРСР від 16 серпня 1950 року за досягнення високих показників у тваринництві у 1949 році Єгоровій Марії Василівні присвоєне звання Героя Соціалістичної Праці з врученням ордена Леніна і золотої медалі «Серп і Молот» (№ 5501).
Також нагороджена двома орденами Трудового Червоного Прапора (23.07.1948, 04.07.1949) і медалями.